# ジェシカ・マッキャスキル
- ジェシカ・マカースキル
- ジェシカ・マキャスキル

ジェシカ・マッキャスキル（Jessica McCaskill、1984年9月8日 - ）は、アメリカ合衆国の女子プロボクサー。ミズーリ州セントルイス出身。元WBA・WBC女子世界スーパーライト級統一王者。元WBAスーパー・WBC・IBF・WBO女子世界ウェルター級統一王者。世界2階級制覇王者。

## 来歴

### アマチュア時代
2008年にボクシングを始め、翌2009年よりアマチュアの試合に出場。2014年と2015年にゴールデングローブベルトを獲得。

### プロ時代
2015年8月22日、インディアナ州ハモンドにてチレア・ニコル・ダンカン戦でプロデビューし、2回TKO勝利。
2016年11月、Warriors Boxingと契約。
2017年12月13日、イギリス・ロンドンにてオリンピック金メダリストケイティー・テイラーが持つWBA女子世界ライト級王座に挑戦。しかし10回0-3（92-97×2、91-98）判定で敗れ王座奪取ならず。
2018年12月6日、イリノイ州シカゴにてエリカ・ファリアスが持つWBC女子世界スーパーライト級王座に挑み、10回3-0判定（98–92、97–93、96–94）で初の世界王座奪取に成功。
2019年5月25日、メリーランド州オクソン・ヒルにてWBA王者アナイ・エステル・サンチェスに挑戦、10回3-0（99-91、96-94、98-92）判定で勝利しWBC王座初防衛とともWBA王座奪取に成功
2019年10月12日、シカゴにてエリカ・ファリアスと再戦。10回2-0（94-94、97-91、96-92）判定勝ちでWBC・WBA統一王座防衛に成功

#### 4団体統一王座獲得
2020年8月15日、オクラホマ州タルサでセシリア・ブレークフスが持つWBAスーパー・WBC・IBF・WBO・IBO・リングマガジン統一世界ウェルター級王座に挑戦。10回2-0（95-95、97-94、97-93）判定勝ちで王座を奪取し2階級制覇とともにブレークフスの世界王座（WBC）の防衛を25で止めた。試合後、WBA・WBC女子世界スーパーライト級王座を返上した。
2020年9月14日、ブレークフスがマッキャスキルとの再戦条項を行使した。
2021年3月13日、テキサス州ダラスでセシリア・ブレークフスとダイレクトリマッチで再戦し、10回3-0（98-91、99-90、100-89）の判定勝ちで王座防衛に成功した。

#### 2階級4団体王座統一失敗
2022年11月5日、アラブ首長国連邦・アブダビのエティハド・アリーナで1階級下のWBC・IBF女子世界スーパーライト級王者のシャンテル・キャメロンとWBA・WBO女子世界同級2団体統一王者カーリー・レイスのWBA王座の休養王座認定およびWBO王座の返上に伴い空位となったWBA・WBO女子世界同級王座決定戦および女子世界同級4団体王座統一戦に臨むも、10回0-3（94-96×2、93-97）の判定負けで、返上したWBA・WBC女子世界同級王座の返り咲きと女子ボクシング史上2人目となる2階級4団体王座統一は失敗に終わり、さらに試合後マッキャスキルが保持階級より下の階級で戦ってはいけないというIBFの規定違反を犯したためIBF女子世界ウェルター級王座を剥奪され、翌年の2023年にはWBO女子世界同級王座を返上した。

#### 3団体再統一挑戦
2023年9月23日、オーランドにて自身が返上したWBO王座を獲得したサンディ・ライアンと女子世界ウェルター級王座統一戦を行うが、10回1-1（95-95、94-96、97-93）引き分けで再統一ならず。
2024年5月11日、カーディフにてローレン・プライスとWBA・IBO女子世界ウェルター級タイトルマッチを行うが、5回中にプライスの偶然のバッティングでマッキャスキルが左目を負傷し、9回2秒で試合続行不可となり0-3（82-90×3）の負傷判定負けで王座陥落と同時にマッキャスキルが保持してきた女子世界ウェルター級王座は無冠となった。

## 戦績
- アマチュアボクシング：18戦 17勝 1敗
- プロボクシング：17戦 12勝 (5KO) 4敗 1分

| 戦           | 日付           | 勝敗 | 時間    | 内容         | 対戦相手                       | 国籍           | 備考                                                                                           |
| ------------ | -------------- | ---- | ------- | ------------ | ------------------------------ | -------------- | ---------------------------------------------------------------------------------------------- |
| 1            | 2015年8月22日  | ☆    | 2R 1:27 | TKO          | チレア・ニコル・ダンカン       | アメリカ合衆国 | プロデビュー戦                                                                                 |
| 2            | 2016年6月18日  | ★    | 4R      | 判定 1-2     | カトーニャ・フィッシャー       | アメリカ合衆国 |                                                                                                |
| 3            | 2016年10月1日  | ☆    | 3R 0:32 | TKO          | アレクサンドリア・ウィリアムズ | アメリカ合衆国 |                                                                                                |
| 4            | 2017年1月21日  | ☆    | 4R      | 判定 3-0     | カーラ・トーレス               | アメリカ合衆国 |                                                                                                |
| 5            | 2017年4月28日  | ☆    | 6R      | 判定 3-0     | ブレンダ・ゴンザレス           | アメリカ合衆国 |                                                                                                |
| 6            | 2017年7月29日  | ☆    | 2R 1:26 | TKO          | ナタリー・ブラウン             | アメリカ合衆国 |                                                                                                |
| 7            | 2017年12月13日 | ★    | 10R     | 判定 0-3     | ケイティ・テイラー             | アイルランド   | WBA女子世界ライト級タイトルマッチ                                                              |
| 8            | 2018年10月6日  | ☆    | 10R     | 判定 3-0     | エリカ・ファリアス             | アルゼンチン   | WBC女子世界スーパーライト級タイトルマッチ                                                      |
| 9            | 2019年5月25日  | ☆    | 10R     | 判定 3-0     | アナイ・サンチェス             | アルゼンチン   | WBA・WBC女子世界スーパーライト級王座統一戦 WBA獲得・WBC防衛1                                   |
| 10           | 2019年10月12日 | ☆    | 10R     | 判定 2-0     | エリカ・ファリアス             | アルゼンチン   | WBA防衛1・WBC防衛2                                                                             |
| 11           | 2020年8月15日  | ☆    | 10R     | 判定 2-0     | セシリア・ブレークフス         | ノルウェー     | WBA・WBC・IBF・WBO女子世界ウェルター級タイトルマッチ WBA・WBC・IBF・WBO・IBO獲得               |
| 12           | 2021年3月13日  | ☆    | 10R     | 判定 3-0     | セシリア・ブレークフス         | ノルウェー     | WBA防衛1・WBC防衛1・IBF防衛1・WBO防衛1                                                         |
| 13           | 2021年12月4日  | ☆    | 7R 0:19 | TKO          | カンディ・ワイアット           | カナダ         | WBA防衛2・WBC防衛2・IBF防衛2・WBO防衛2                                                         |
| 14           | 2022年6月25日  | ☆    | 3R 終了 | TKO          | アルマ・イバラ                 | メキシコ       | WBA防衛3・WBC防衛3・IBF防衛3→剥奪・WBO防衛3→返上                                               |
| 15           | 2022年11月5日  | ★    | 10R     | 判定 0-3     | シャンテル・キャメロン         | イギリス       | WBC・IBF女子世界スーパーライト級タイトルマッチ WBA・WBO・IBO女子世界スーパーライト級王座決定戦 |
| 16           | 2023年9月23日  | △    | 10R     | 判定 1-1     | サンディ・ライアン             | イギリス       | WBA・WBC・WBO女子世界ウェルター級王座統一戦 WBA防衛4・WBC防衛4→返上                            |
| 17           | 2024年5月11日  | ★    | 9R 0:02 | 負傷判定 0-3 | ローレン・プライス             | アメリカ合衆国 | WBA・IBO陥落                                                                                   |
| テンプレート |                |      |         |              |                                |                |                                                                                                |

## 獲得タイトル
- WBC女子世界スーパーライト級王座（防衛1=返上）
- WBA女子世界スーパーライト級王座（防衛2=返上）
- WBA女子世界ウェルター級スーパー王座（防衛3）
- WBC女子世界ウェルター級王座（防衛3）
- IBF女子世界ウェルター級王座（防衛3=剥奪）
- WBO女子世界ウェルター級王座（防衛3=返上）
- IBO女子世界ウェルター級王座（防衛2）